# Robert McKimson
Robert McKimson (Denver, 13 ottobre 1910 – Burbank, 29 settembre 1977) è stato un regista e animatore statunitense.

## Biografia
Nato nel 1910, McKimsom inizierà la sua carriera di animatore per la Warner Bros., dal 1932. Come animatore è conosciuto per aver animato Bugs Bunny e Daffy Duck nelle loro prime apparizioni per Robert Clampett e Chuck Jones. Nei primi anni quaranta fonda uno studio, per cui lavoreranno molti animatori, fra cui il fratello Charles. Diviene popolare come regista, caratterizzando personaggi come Bugs Bunny, Silvestro, Porky Pig, Daffy Duck e Taddeo e Foghorn Leghorn. Creerà inoltre due personaggi nuovi negli anni cinquanta: Taz, il diavolo della Tasmania, e Hippety Hooper Continuerà a lavorare per la Warner Bros. anche negli anni sessanta. Negli anni settanta si occuperà dei cartoni della Pantera Rosa, che però non potrà proseguire, in quanto scomparirà nel 1977, durante un pranzo con Friz Freleng, per via di un attacco cardiaco. Anche il fratello Tom McKimson lavorava come animatore alla Warner Bros.

## Filmografia

### Cortometraggi d'animazione
- Un uovo strapazzato (1950)
- Un coniglio telegenico (1956)
- Un sogno troppo realistico (1959)